# روز هيمينغواي
روز هيمينغواي (بالإنجليزية: Rose Hemingway)‏ (ني سيزنياك أو سزيسنياك) (ولدت في 1 يناير 1984) ممثلة مغنية أمريكية، معروفة عن أداءها في العروض المسرحية الموسيقية.

## روابط خارجية
- روز هيمينغواي على موقع IMDb (الإنجليزية)
- روز هيمينغواي على موقع قاعدة بيانات برودواي على الإنترنت (الإنجليزية)
- روز هيمينغواي على موقع قاعدة بيانات الفيلم (الإنجليزية)